# Kanakythyris pachyrhynchos
Kanakythyris pachyrhynchos är en armfotingsart som beskrevs av Laurin 1997. Kanakythyris pachyrhynchos ingår i släktet Kanakythyris och familjen Terebratulidae. Inga underarter finns listade i Catalogue of Life.